# Erna Schweigl
Erna Schweigl (* 25. Januar 1981 in Meran) ist eine ehemalige italienische Naturbahnrodlerin. Sie gewann ein Rennen im Weltcup und insgesamt vier Medaillen bei internationalen Juniorenmeisterschaften.

## Karriere
Schweigl nahm 1996 sowie von 1998 bis 2001 erfolgreich an Junioren-Welt- und -Europameisterschaften teil. Bei der Junioreneuropameisterschaft 1996 sowie der Juniorenweltmeisterschaft 1999 gewann sie jeweils die Silbermedaille und bei den Junioreneuropameisterschaften 2000 sowie 2001 zweimal die Bronzemedaille.
Bereits ab 1997 war sie auch bei Welt- und Europameisterschaften in der Allgemeinen Klasse am Start und erzielte dabei zumeist Platzierungen im vorderen Mittelfeld. Sowohl bei den Europameisterschaften 1997 und 1999 als auch bei der Weltmeisterschaft 2000 erzielte sie jeweils den sechsten Platz, während sie bei der Weltmeisterschaft 1998 nur auf Rang elf kam.
In Weltcuprennen konnte sich Schweigl zwar mehrmals unter den besten fünf platzieren, doch Spitzenresultate blieben weitgehend aus – mit einer Ausnahme: Am 6. Januar 1999 gewann die damals 17-Jährige überraschend das Weltcuprennen in Tiers vor ihren Teamkolleginnen Sonja Steinacher und Christa Gietl. Im Gesamtweltcup der Saison 1998/1999 erreichte sie den vierten Rang. Ihr letztes Weltcuprennen fuhr Schweigl am 14. Januar 2001. Nach der Saison 2000/2001 nahm sie nur noch an wenigen Rennen im Interkontinentalcup teil, ehe sie sich ganz vom internationalen Renngeschehen zurückzog.

## Erfolge

### Weltmeisterschaften
- Rautavaara 1998: 11. Einsitzer
- Olang 2000: 6. Einsitzer

### Europameisterschaften
- Moos in Passeier 1997: 6. Einsitzer
- Szczyrk 1999: 6. Einsitzer

### Juniorenweltmeisterschaften
- Hüttau 1999: 2. Einsitzer

### Junioreneuropameisterschaften
- Szczyrk 1996: 2. Einsitzer
- Feld am See 1998: 5. Einsitzer
- Umhausen 2000: 3. Einsitzer
- Tiers 2001: 3. Einsitzer

### Weltcup
- 4. Platz im Einsitzer-Gesamtweltcup in der Saison 1998/1999
- 1 Weltcupsieg am 6. Januar 1999 in Tiers